# Mark J. Reardon
Mark J. Reardon (* 22. Oktober 1957) ist ein US-amerikanischer Historiker.
Reardon studierte Geschichte am Loyola College in Baltimore und schloss 1979 als Bachelor ab. Danach schlug er die Offizierslaufbahn in der United States Army ein. Den Master der Internationalen Beziehungen erreichte er an der Troy University. Er diente in den USA, Korea, Deutschland, Haiti und Saudi-Arabien. Seit 2002 war er Historiker am United States Army Center of Military History. Nach seinem Ausscheiden 2006 aus dem militärischen Dienst blieb er dort als Zivilangestellter. Er ist spezialisiert auf den Zweiten Weltkrieg und Krieg gegen den Terror.

## Werke
- Defending fortress Europe, Aberjona Press, 2012, ISBN 978-0-9717650-3-0.
- Als Koautor: Tip of the Spear: U.S. Army Small-Unit Actions in Iraq, 2004-2007, US Army Center of Military History, 2009.
- Als Koautor: A History of Innovation: U.S. Army Adaptation in War and Peace, US Army Center of Military History, 2009.
- mit Jeffery A. Charlston: From Transformation to Combat: The First Stryker Brigade at War, US Army Center of Military History, 2007.
- mit Robert W. Baumer: American Iliad: A History of the 18th Infantry Regiment in World War II, Aberjona Press, 2004, ISBN 978-0-9717650-5-4.
- Victory at Mortain: Stopping Hitler s Panzer Counteroffensive, University Press of Kansas, 2002, ISBN 978-0-7006-1295-6.